# Norvellina pulchella
Norvellina pulchella är en insektsart som beskrevs av Baker 1896. Norvellina pulchella ingår i släktet Norvellina och familjen dvärgstritar. Inga underarter finns listade i Catalogue of Life.